# 塩化アクチニウム(III)
塩化アクチニウム(III)は、塩素とアクチニウムの無機化合物である。

## 合成
水酸化アクチニウム(III)と四塩化炭素によって生成する。
{\displaystyle {\ce {4Ac(OH)3 + 3CCl4 -> 4AcCl3 + 3CO2 + 6H2O}}}

## 反応
水と反応して塩化水素と塩化オキソアクチニウムを生成する。
{\displaystyle {\ce {AcCl3 + H2O -> AcOCl + 2HCl}}}